# George McNaughton (Eishockeyspieler)
George Pabos McNaughton (* 4. April 1897 in Gaspé, Québec; † 6. Februar 1991 in Chicoutimi, Québec) war ein kanadischer Eishockeyspieler, der während seiner aktiven Karriere zwischen 1915 und 1924 unter anderem ein Spiel für die Quebec Bulldogs in der National Hockey League auf der Position des rechten Flügelstürmers bestritten hat. McNaughton war der letzte lebende Spieler, der für die Quebec Bulldogs aktiv war.

## Karriere
McNaughton verbrachte seine gesamte Karriere in seiner Heimatprovinz Québec bei semiprofessionellen Klubs. So spielte er ab seinem 18. Lebensjahr zunächst drei Jahre für die Quebec Sons of Ireland, anschließend ein Jahr bis 1919 für die Quebec Crescents. Am 21. Dezember 1919 unterzeichnete er schließlich einen Profivertrag bei den Quebec Bulldogs aus der National Hockey League, für die er in der Saison 1919/20 ein Spiel bestritt. Danach verließ er das Team wieder und war im restlichen Verlauf der Spielzeit für die Winnipeg Victorias – seine einzige Station außerhalb Québecs – sowie abermals die Quebec Sons of Ireland im semiprofessionellen Bereich aktiv.
Ab dem Jahr 1920 spielte er dann für die La Tuque Warriors und Grand’Mere Seniors, ehe der Stürmer von 1922 bis 1924 ein letztes Mal das Trikot für die Quebec Sons of Ireland überstreifte. McNaughton verstarb am 6. Februar 1991 als letzter noch lebender Spieler der Quebec Bulldogs im Alter von 93 Jahren.